# Lokomotiven der Bergisch-Märkischen Eisenbahn-Gesellschaft
Die Lokomotiven der Bergisch-Märkischen Eisenbahn-Gesellschaft waren eigene Auftragsentwicklungen:

## Schnellzuglokomotive Modell 1870
1870 lieferte Borsig 14 1B-Schnellzuglokomotiven an die Bergisch-Märkische Eisenbahn-Gesellschaft. Sie verfügten über einen Innenrahmen sowie eine von der Kuppelachse gestützte erhöhte Feuerbüchse.

## Schnellzuglokomotive
Die Schnellzuglokomotive für die Bergisch-Märkische Eisenbahn-Gesellschaft wurde ab dem Jahr 1873 von verschiedenen Herstellern geliefert. Die Dampflokomotiven wiesen eine erhöhte Feuerbüchse auf, und der Dampfdom befand sich entweder vor oder hinter dem Kessel der Lokomotiven. Da sich die Fahrzeuge als zuverlässig erwiesen, wurden einige Maschinen von den Preußischen Staatseisenbahnen übernommen.

## Personenzugtenderlokomotive
Diese Tenderlokomotive wurde von der Bergisch-Märkischen Eisenbahn-Gesellschaft speziell für die Nebenstrecken angeschafft. Die Fahrzeuge wurden, obwohl sie sich gut bewährten, gegen Ende des 19. Jahrhunderts ausgemustert.